# D Corazón (programa de televisió)
D Corazón s un programa de televisió emès per la cadena espanyola, La 1 de TVE des del 7 de juliol de 1997.
El format és presentat per Anne Igartiburu (de dilluns a divendres) i Carolina Casado (caps de setmana i substitucions). El desembre de 2023 s'anuncia que també Jordi González s'estrenarà com a presentador principal del format deixant a Anne Igartiburu com a co-presentadora després del seu petit fracas de La plaza.

## Història del programa
D Corazón es va estrenar el 7 de juliol de 1997 com un programa de reportatges dedicats al món del cor. El format estava presentat inicialment per Anne Igartiburu i s'emetia de dilluns a divendres abans de la primera edició del Telediario. A més, el nom del programa variava segons l'estació de l'any en la qual ens trobéssim, i s'havia anomenat Corazón de primavera, Corazón de verano, Corazón de otoño i Corazón de invierno. Durant l'absència de la presentadora, Remedios Cervantes (1998), Yolanda Vázquez (1999-2000), Paloma Lago i Alejandra Navas (2000-2007) assumien el càrrec de presentadora suplent.
El 25 d'agost de 2008, el programa va canviar el seu nom per Corazón i va modificar el seu estil i decorats. A més, el 4 de gener de 2010 el programa va iniciar una etapa després de la seva fusió amb Corazón, corazón, un programa de format similar que s'emetia en La 1 durant els caps de setmana des del 4 de juliol de 1993, presentat per Cristina García Ramos des de 1993 fins a 2008 i per Jose Toledo des de 2008 fins a 2009. També, Carolina Casado va presentar el programa en la seva última etapa. Així, tots dos programes van passar a ser un sota la denominació de Corazón, emès tots els dies en La 1 a les 14.30 hores i presentat per Anne Igartiburu (de dilluns a divendres) i per Carolina Casado (els dissabtes i diumenges).
Des del 29 de juny fins al 3 de setembre de 2012, tots els programes de producció pròpia de La 1 van sofrir una aturada (entre ells Corazón) aprofitant l'emissió dels Jocs Olímpics de Londres 2012, a causa de la crisi econòmica que travessava en aquests moments el grup RTVE. No obstant això, el programa va continuar la seva emissió durant els caps de setmana amb Carolina Casado.
Després de l'aturada estiuenca, Corazón va tornar a La 1 en el seu horari habitual, encara que aquesta vegada presentat en la seva edició de dilluns a divendres per Elena S. Sánchez. Aquest fet es va deure al fet que Anne Igartiburu va passar a presentar +Gente, el magazín vespertí de la cadena de TVE. L'edició del cap de setmana va continuar sent presentada per Carolina Casado.
El 25 d'abril de 2013, TVE va anunciar que la presentadora Anne Igartiburu tornaria a presentar de nou el programa des del 20 de maig, després de la cancel·lació de +Gente. Així mateix, es va confirmar que Elena S. Sánchez començaria una nova marxa en les tardes de La 1 amb un programa de característiques similars. Finalment, La 1 doblà les emissions de Corazón, sent Anne Igartiburu la presentadora de l'edició de les 14.30 hores i Elena S. Sánchez l'encarregada de l'edició de les 20.20 hores. De la mateixa manera, Carolina Casado va continuar al capdavant de l'edició emesa els caps de setmana a les 14.30 hores, a més de substituir Anne i Elena en cas d'absència aquestes.
Finalment, després de no convèncer els directius de la cadena les audiències que va anar collint, la segona edició del programa va ser cancel·lada. D'aquesta manera, Elena S. Sánchez va haver d'abandonar el programa, però aviat li van encarregar la presentació de Cine de barrio com a substituta de Concha Velasco a causa de la seva malaltia.
D'altra banda, en setembre de 2018, l'espai va incorporar a uns col·laboradors per a comentar les notícies del cor. Aquests van ser Rosanna Zanetti (esposa de David Bisbal), Lourdes Montes (esposa de Fran Rivera) i Julián Contreras Jr. (fill de Carmina Ordóñez.

### 5.000 programes
Després de 18 anys, el 8 de juliol de 2015 el programa compleix 5.000 programes amb una festa retrasmitida en directe en La 1.

### 20° aniversari
Amb motiu dels 20 anys d'emissió del programa, el dimarts 27 de juny de 2017, RTVE va organitzar una festa a la què van assistir el director de TVE, Eladio Jareño; la directora del programa, Carmina Jaro i les presentadores del programa: Anne Igartiburu i Carolina Casado. Cares de la cadena i persones conegudes també van acudir a la festa.
El programa va complir els seus 20 anys d'emissió i 5.729 lliuraments, el 6 de juliol de 2017. Aquest dia es va emetre un lliurament especial presentada per Anne Igartiburu, Carolina Casado i Jose Toledo, en la qual es va emetre l'entrevista realitzada per Igartiburu a Isabel Preysler, a la casa d'aquesta.
A més es van emetre peces commemoratives recordant els millors moments del programa en aquests 20 anys d'emissió; vídeos de celebrities bufant les espelmes pels 20 anys i felicitacions de diferents personalitats de diversos àmbits.

### Seccions temporals
D'altra banda, en setembre de 2018, el programa va afegir unes seccions amb col·laboradors. Així, Julián Contreras Jr. era l'encarregat de mostrar cada setmana diferents experiències i contar les seves sensacions en dur-les a terme, mentre que Lourdes Montes realitzava reportatges sobre bellesa i Rosanna Zanetti s'endinsava en el món de la moda mostrant les seves novetats. No obstant això, les seccions van ser retirades en finalitzar l'any.

## Format
El programa compagina reportatges sobre el món del cor, societat, successos d'actualitat, estrenes, inauguracions i altres esdeveniments destacats. La presentadora és l'encarregada de donar pas a aquests reportatges i a comentar-los. L'objectiu del programa és informar i el to emprat per la seva presentadora pretetende allunyar-se del sensacionalisme que atribueix a altres programes de televisió.